# العلاقات المغربية السورية
العلاقات المغربية السورية هي العلاقات الثنائية التي تجمع بين المغرب وسوريا.، وقد تجددت هذه العلاقة بعد أن بعث الملك محمد السادس برقية تهنئة إلى أحمد الشرع، بمناسبة توليه رئاسة الجمهورية العربية السورية في المرحلة الانتقالية، ومما جاء في برقية الملك: "وإنني إذ أجدد لفخامتكم عبارات التهاني، لأسأل الله العلي القدير أن تساهم هذه الخطوة في تثبيت السلام وإرساء دعائم الاستقرار والأمان لبلدكم، بما يحقق تطلعات شعبكم الشقيق، بجميع مكوناته وأطيافه، إلى الأمن والتنمية والازدهار".

## العلاقات الدبلوماسية
بتاريخ 17 ماي2025 ، أعلن ملك المغرب محمد السادس؛ عبر رسالة بعث بها إلى القمة العربية المنعقدة ببغداد، و التي قرأها بالنيابة عنه وزير الخارجية ناصر بوريطة؛ عن قرار إعادة فتح سفارة المملكة بدمشق، الأمر الذي سيسهم في فتح آفاق أوسع للعلاقات الثنائية.
و في إطار تعزيز العلاقات الثنائية بين البلدين، عملت السلطات السورية بتاريخ 27 ماي 2025، رفقة وفد مغربي، على إغلاق مقرات جبهة البوليساريو بدمشق، معبرة بذلك عن احترام السيادة الوطنية و الوحدة الترابية للمغرب.
و بتاريخ 06 يوليوز 2025, أعيد فتح سفارة المملكة المغربية في العاصمة السورية دمشق، مع استئناف العمل بكامل مصالحها الإدارية وعودة جميع أطرها إلى العمل بشكل رسمي، وتجدرالإشارة إلى أن هذه السفارة قد تم فتحها في مقرها السابق، وذلك ريثما ستكمل الإجراءات الإدارية وأشغال التهيئة الضرورية لنقلها إلى مقر جديد يستجيب للدينامية الجديدة التي تعرفها العلاقات المغربية – السورية.

## مقارنة بين البلدين
هذه مقارنة عامة ومرجعية للدولتين:
| وجه المقارنة                                              | المغرب                                 | سوريا                    |
| --------------------------------------------------------- | -------------------------------------- | ------------------------ |
| المساحة (كم2)                                             | 710.85 ألف                             | 185.18 ألف               |
| عدد السكان (نسمة)                                         | 36.8 مليون                             | 18.27 مليون              |
| الكثافة السكانية (ن./كم²)                                 | 50.74                                  | 98.66                    |
| العاصمة                                                   | الرباط                                 | دمشق                     |
| اللغة الرسمية                                             | اللغة العربية، أمازيغية معيارية مغربية | اللغة العربية            |
| العملة                                                    | درهم مغربي                             | ليرة سورية               |
| الناتج المحلي الإجمالي (بليون دولار)                      | 109.14 مليار                           | 60.20 مليار              |
| الناتج المحلي الإجمالي (تعادل القوة الشرائية) بليون دولار | 274.06 مليار                           |                          |
| الناتج المحلي الإجمالي الاسمي للفرد دولار أمريكي          | 2.88 ألف                               |                          |
| الناتج المحلي الإجمالي للفرد دولار أمريكي                 | 7.49 ألف                               |                          |
| مؤشر التنمية البشرية                                      | 0.628                                  | 0.594                    |
| رمز المكالمات الدولي                                      | +212                                   | +963                     |
| رمز الإنترنت                                              | .ma                                    | .sy                      |
| المنطقة الزمنية                                           | ت ع م+01:00                            | ت ع م+02:00، ت ع م+03:00 |

## مدن متوأمة
في ما يلي قائمة باتفاقيات التوأمة بين مدن مغربية وسورية:
- ترتبط الرباط مع دمشق باتفاقية توأمة منذ 1986.

## منظمات دولية مشتركة
يشترك البلدان في عضوية مجموعة من المنظمات الدولية، منها:
| علم المنظمة | اسم المنظمة                                 | تاريخ انضمام المغرب | تاريخ انضمام سوريا |
| ----------- | ------------------------------------------- | ------------------- | ------------------ |
|             | وكالة ضمان الاستثمار متعدد الأطراف          | 17 سبتمبر 1992      | 14 مايو 2002       |
|             | الأمم المتحدة                               | 12 نوفمبر 1956      | 24 أكتوبر 1945     |
|             | جامعة الدول العربية                         | 1 أكتوبر 1958       | 22 مارس 1945       |
|             | صندوق النقد العربي                          | ?                   | ?                  |
|             | منظمة التعاون الإسلامي                      | 25 سبتمبر 1969      | 1972               |
|             | منظمة حظر الأسلحة الكيميائية                | ?                   | ?                  |
|             | منظمة الشرطة الجنائية الدولية               | ?                   | ?                  |
|             | الصندوق العربي للإنماء الاقتصادي والاجتماعي | ?                   | ?                  |
|             | مؤسسة التنمية الدولية                       | 29 ديسمبر 1960      | 28 يونيو 1962      |
|             | يونسكو                                      | 7 نوفمبر 1956       | 16 نوفمبر 1946     |
|             | الاتحاد البريدي العالمي                     | ?                   | ?                  |
|             | البنك الدولي للإنشاء والتعمير               | 25 أبريل 1958       | 10 أبريل 1947      |
|             | المنظمة الهيدروغرافية الدولية               | ?                   | ?                  |
|             | المصرف العربي للتنمية الاقتصادية في أفريقيا | ?                   | ?                  |
|             | الاتحاد الدولي للاتصالات                    | 1 نوفمبر 1956       | 12 يناير 1924      |
|             | مؤسسة التمويل الدولية                       | 30 أغسطس 1962       | 28 يونيو 1962      |
|             | المركز الدولي لتسوية المنازعات الاستشارية   | 10 يونيو 1967       | 24 فبراير 2006     |

## أعلام
هذه قائمة لبعض الشخصيات التي تربطها علاقات بالبلدين:

## وصلات خارجية
- موقع وزارة الخارجية المغربية